# Borolia bisetulata
Borolia bisetulata là một loài bướm đêm trong họ Noctuidae.